# Blaca (Tutin)
Blaca (Servisch cyrillisch Блаца) is een plaats in de Servische gemeente Tutin. De plaats telt 33 inwoners (2002).